# Retsis Repus
Retsis repus is een studioalbum dat werd uitgebracht onder de groepsnaam Supersister. Die band was vooral actief in de jaren zeventig van de 20e eeuw Het album is een project van Robert Jan Stips, die met dit album wilde laten horen hoe de band Supersister zou klinken in 2019.

## Achtergrond
Supersister bestond uit Robert Jan Stips (toetsen, zang), Sacha van Geest (fluit), Marco Vrolijk (drums) en Ron van Eck (basgitaar). Ze speelden progressieve rock met veelal lange stukken, opgebouwd uit kortere fragmenten met veel afwisseling in tempo, melodie en instrumenten. In hun muziek was een belangrijke rol weggelegd voor de toetsinstrumenten. Supersister stond ook bekend om de droge, studentikoze humor zoals in het nummer Spiral Staircase en Wow (oftewel het intelligente nummer, dat voornamelijk bestaat uit de woorden "Wow-wow" en nog eens …goedzo!)
De band had succes met de single She Was Naked/Spiral Staircase en speelde op het driedaagse Holland Pop Festival in 1970 in Kralingen. Later maakte Supersister de albums Present from Nancy (1970), To the Highest Bidder (1971) en Pudding en Gisteren (1972). Nadat Van Geest en Vrolijk de band verlieten, namen Stips en Van Eck het jazzy album Iskander (1973) op.
Toen de band opgeheven werd, sloot Robert Jan Stips zich aan bij the Golden Earring en later ging hij bij Nits spelen met Henk Hofstede, Joke Geraets en Rob Kloet. Daarna begeleidde hij Freek de Jonge. De band kwam in 2000 en 2001 weer in de oude samenstelling bijeen, maar toen Sacha van Geest in juli 2001 overleed, besloot de groep om te stoppen. In 2011 zouden de overgebleven drie nog een optreden verzorgen, maar dat is er niet van gekomen door het overlijden van Ron van Eck.
Het album Retsis Repus is uitgebracht in maart 2019. De titel is een omdraaiing van de bands naam en kwam deels al voor als nummer op het album Pudding en Gisteren: Supersisterretsisrepus, de kortste track van Supersister ooit (looptijd 0:15). Robert Jan Stips heeft de nummers gecomponeerd en gearrangeerd, alleen de tekst van Cuckoo is van Freek de Jonge en wordt door hem voorgedragen. De nummers op dit album variëren van 35 seconden tot bijna acht minuten. Stips heeft een aantal bevriende muzikanten betrokken bij dit project, die samen zorgen voor een breed scala aan klanken. Robert Jan Stips heeft eerder samengewerkt met veel van deze muzikanten.
Op 24 januari 2019 heeft de NTR een aflevering van het tv-programma  Het uur van de Wolf uitgezonden, dat ging over Robert Jan Stips. Het portret was getiteld De tovenaar van de Nederpop. In dat programma werden onder meer gesprekken gevoerd met Marco Vrolijk, Rinus Gerritsen, Cesar Zuiderwijk, Bart Chabot, Anton Corbijn, Henk Hofstede en Freek de Jonge. Robert Jan kondigde toen aan dat hij plannen had om met zijn muzikale vrienden een album te maken in de stijl van Supersister.

## Tracklist
| Nr. | Titel                       | Duur |
| --- | --------------------------- | ---- |
| 1.  | Memories are new IV         | 3:25 |
| 2.  | I am you are me/Transmitter | 4:44 |
| 3.  | Sister talk 1               | 0:44 |
| 4.  | For you and for nobody else | 7:59 |
| 5.  | Max Eco                     | 3:00 |
| 6.  | Hope to see you there again | 5:28 |
| 7.  | Yellow days                 | 4:31 |
| 8.  | Sister talk 2               | 0:35 |
| 9.  | Next door movie             | 3:12 |
| 10. | Cuckoo                      | 3:58 |
| 11. | Hope to see you again       | 1:24 |

## Muzikanten
Aan dit project is meegewerkt door een grote verscheidenheid aan muzikanten. Sommige muzikanten zijn algemeen bekend, sommige anderen werden nader geïntroduceerd. De broers Bart en Rob Wijtman hebben gespeeld met Fay Lovski, Freek de Jonge en The Beau Hunks. Leon Klaasse heeft gedrumd bij Powerplay en Sweet d'Buster. Peter Calicher speelde met Gruppo Sportivo en Buddy Odor Gas. Joke Geraets en Rob Kloet komen uit de Nits. De blazers Bart van Gorp en Junior Huigen hebben met veel verschillende muzikanten gewerkt, evenals de violisten Marieke Brokamp en Thijs Kramer.
- basgitaar: Bart Wijtman (tracks: 1, 2, 4, 9, 10), Rinus Gerritsen (tracks: 5 tot 7, 11)
- bastrombone: Bart van Gorp (tracks: 1, 4 tot 7, 9 tot 11)
- drumstel: Cesar Zuiderwijk (tracks: 5, 7, 10, 11), Leon Klaasse (track 2), Marco Vrolijk (track 4), Rob Kloet (tracks: 1, 9, 10), Rob Wijtman (track: 6)
- toetsinstrumenten: Peter Calicher (tracks: 7, 9)
- toetsinstrumenten, zang: Robert Jan Stips (tracks: 3, 8)
- trombone: Junior Huigen (tracks: 1, 4 tot 7, 11)
- verteller (parlando) – Freek de Jonge (tracks: 10)
- viool – Marieke Brokamp (tracks: 1, 4 to 7, 9 tot 11), Thijs Kramer (3) (tracks: 4 tot 7, 9 tot 11)
- zang – Henk Hofstede (tracks: 1, 10), Joke Geraets (tracks: 1, 10)

## Productie
Dit album is geproduceerd door Aad Link. De opnames zijn gemaakt in Strandhuis de Fuut, Bloemtak Audioproducties en Werf Studio in Amsterdam Sloterdijk (eigendom van the Nits). De techniek is verzorgd door Daan Arisz, Paul Telman en Bart Wijtman.
Het album is gemasterd door Pier-Durk Hogeterp van Creaudio Mastering in Ferwoude. De plaat is gemixt en overgedubd door Robert Jan Stips in BGM (Buro Geluidsmanipulatie) in Den Haag van Link en Stips. De fotografie is verzorgd door Bibi Veth, Sander de Goede en Jan-Willem Bullée.
Dit album is op 22 maart 2019 verschenen op cd, de vinylversie verscheen op 5 april 2019. In de week van 30 maart stond het album een week genoteerd in de Album Top 100 en wel op plaats 79.